# クワメ・エンクルマ科学技術大学

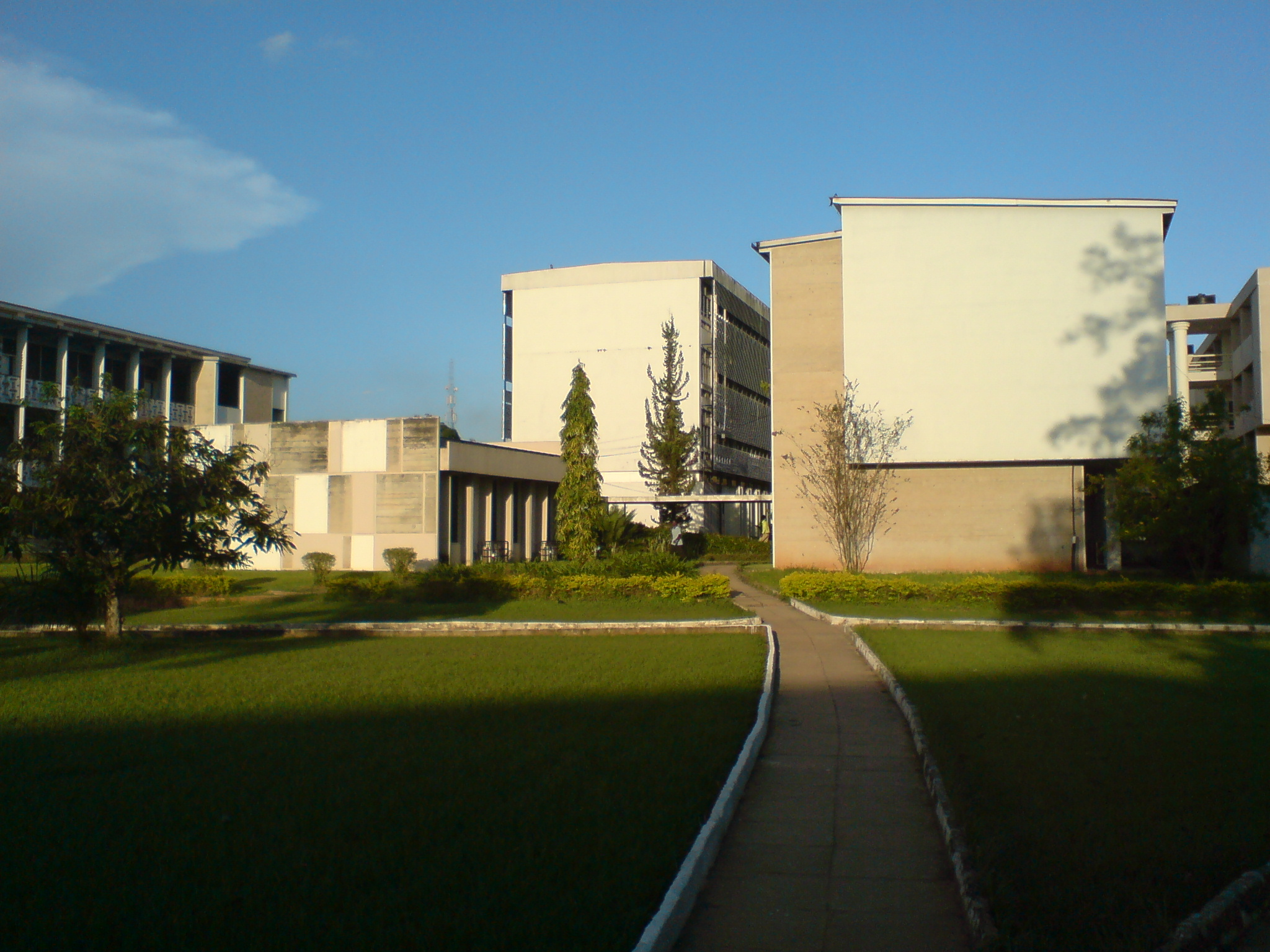
芸術・建築環境学部

クワメ・エンクルマ科学技術大学（クワメ・エンクルマかがくぎじゅつだいがく、英: Kwame Nkrumah University of Science and Technology、略称: KNUST）は、ガーナ第2の都市クマシにある公立大学。
アフリカ諸国の中でガーナは英語を公用語としており、質の高い英語教育を提供している。ガーナ国内では理工系大学の最高峰で、ガーナ大学と共にトップクラスの大学である。U.S. News & World Report 2019で西アフリカの大学で1位にランクされている。

## 歴史
1952年設立のクマシ工科カレッジ（Kumasi College of Technology）を改組し、1961年に初代ガーナ大統領のクワメ・エンクルマ（または、クワメ・ンクルマ）によって、ガーナとアフリカの発展のための科学技術・研究育成を目的に、Kwame Nkrumah University of Science and Technology (KNUST) として再設立された。

## 学部
- 工学部
- 理学部
- 農業・天然資源学部
- 健康科学部
- 人文・社会科学部
- 芸術・建築環境学部

学生数は約27,000人程度で、2022年のTHE世界大学ランキングで1001-1200位となっている。